# Douglas Pureza
Douglas Pureza (Rio de Janeiro, 16 de novembro de 1996) é um jogador de voleibol brasileiro que atua na posição de líbero e atualmente joga pela equipe do Sesi-Bauru. Seu principal destaque é o título de Melhor líbero na edição 2023/24 da Superliga Brasileira de Voleibol Masculino (Série A).

## Premiações individuais
- 2024: Superliga Brasileira – Melhor Líbero
- 2025: Campeonato Sul-Americano de Clubes – Melhor Líbero